# Pont-Sainte-Maxence

Pont-Sainte-Maxence este o comună în departamentul Oise, Franța. În 1 ianuarie 2022 avea o populație de 12.343 de locuitori.